# Ivan Mihajlovič Jašvil
Princ Ivan Mihajlovič Jašvil (rusko Лев Михайлович Яшвиль), ruski general gruzinskega rodu, * 1772, † 1836.
Bil je eden izmed pomembnejših generalov, ki so se borili med Napoleonovo invazijo na Rusijo; posledično je bil njegov portret dodan v Vojaško galerijo Zimskega dvorca.

## Življenje
Šolal se je v Artilerijski in inženirski šoli poljskega plemstva; kot bajonetni kadet je pričel aktivno vojaško službo v Bombardirskem polku. 
Udeležil se je rusko-turške vojne 1787-91 in zatrtja poljske vstaje leta 1794. V letih 1794−99 je služil v konjeniški artileriji; leta 1799 pa je bil premeščen v dvorni artilerijski bataljon. 
V letih 1800−81 je služil v konjeniškem artilerijskem bataljonu, v letih 1801−03 v gardistih, od leta 1803 v 1. konjeniškem artilerijskem bataljonu in od leta 1806 v 6. artilerijski brigadi. 
Udeležil se je vojne tretje koalicije; za zasluge je bil 16. marca 1808 povišan v generalmajorja. 
Med patriotsko vojno je poveljeval 4. artilerijski brigadi; 18. julija 1812 je bil povišan v generalporočnika. 
Leta 1816 je postal artilerijski poveljnik 1. armade. Udeležil se je tudi zatrtja poljske vstaje leta 1831. 
11. junija 1832 je bil imenovan za vojaškega svetnika.